# Esphalmenus lativentris
Esphalmenus lativentris – gatunek skorka z rodziny Pygidicranidae i podrodziny Esphalmeninae.
Gatunek ten opisany został w 1863 roku przez Rodolfo Amando Philippiego jako Forficula lativentris. Później przeniesiony został do rodzaju Gonolabis. W 1909 Malcolm Burr umieścił go w rodzaju Esphalmenus.
Skorek o ciele długości od 8 do 12 mm, ubarwionym czarniawobrązowo. Czułki, włącznie z ich pierwszymi członami mają barwę żółtawą. Odnóża, w tym uda, mają barwę żółtawobrązową do brązowej. Punktowanie głowy jest rozproszone. Przedplecze jest mniej poprzeczne niż u E. argentinus, z tyłu bardzo słabo rozszerzone, o szeroko rozjaśnionych brzegach bocznych i rozproszonym punktowaniu. Ostatni z tergitów odwłoka pozbawiony jest guzków nad nasadami szczypiec. Tylny brzeg przedostatniego sternitu odwłoka nie ma ząbka środkowego, u samca jest falisty, o szczycie ściętym lub lekko wklęsłym, a u samicy zaokrąglony. Pygidium jest wąskie. Przysadki odwłokowe (szczypce) są rude lub żółtobrązowe, u samca mają od 2 do 3 mm długości, a u samicy od 1 do 1,25 mm długości. Na szczypcach brak ząbków wewnętrznych jak i grzbietowych. Genitalia samca cechują paramery bez ząbków wewnętrznych, ale z dużymi, zaokrąglonymi i przyciemnionymi wyrostkami zewnętrznymi.
Owad neotropikalny, znany z Chile i Argentyny